# Годін Олексій В'ячеславович
Олексій В'ячеславович Годін (* 2 лютого 1983, Запоріжжя) — український футболіст, півзахисник. Нині український футбольний тренер.

## Клубна кар'єра
Вихованець футбольної школи клубу «Металург» з рідного Запоріжжя, у якій займався з 9-річного віку. 1999 року почав виступи у складі другої команди клубу. У складі основної команди запорізького клубу у матчах вищої ліги чемпіонату України дебютував 25 березня 2002 року грою проти харківського «Металіста» (поразка 1:2).
Виступав у складі запорізького «Металурга» майже безперервно до середини 2009 року, ставши улюбленцем місцевих вболівальників та капітаном команди. Винятком була весняна частина сезону 2005—2006, коли гравець перебував в оренді з правом викупу у складі сімферопольської «Таврії», після якої, втім, повернувся до Запоріжжя.
На початку сезону 2009—2010 перейшов до донецького «Металургу», у складі якого відразу став одним із ключових гравців, двічі відзначившись у воротах суперників вже протягом трьох перших ігор першості України. Другу половину осінньої частини сезону пропустив через травму.
Влітку 2012 року у Олексія закінчився контракт з донецьким «Металургом» і він травмованим залишив клуб на правах вільного агента. З жовтня почав відновлювати кондиції з «Севастополем».
Влітку 2013 року підписав контракт з рідним запорізьким «Металургом».
У березні 2016 року став гравцем команди «ТСК-Таврія» в чемпіонаті окупованого Криму.

## Виступи за збірні
Протягом 2003—2006 років провів 14 ігор за молодіжну збірну України, забив у її складі 1 гол. Брав участь у фінальній частині молодіжного чемпіонату Європи 2006 року, за результатами якої збірна України виборола срібні нагороди, відіграв у 2 з 5 матчів української команди на турнірі (півфінальному та фінальному).

## Досягнення
- Срібний призер молодіжного чемпіонату Європи 2006 року

## Статистика виступів

### Клубна
Станом на 12 липня 2013 року
| Сезон                  | Клуб                     | Ліга                   | Чемпіонат | Чемпіонат | Кубок | Кубок | Єврокубки | Єврокубки |
| Сезон                  | Клуб                     | Ліга                   | Ігри      | Голи      | Ігри  | Голи  | Ігри      | Голи      |
| ---------------------- | ------------------------ | ---------------------- | --------- | --------- | ----- | ----- | --------- | --------- |
| 1999—2000              | «Металург-2» (Запоріжжя) | Друга ліга (група В)   | 14        | 0         | 0     | 0     | 0         | 0         |
| 2000—2001              | «Металург-2» (Запоріжжя) | Друга ліга (група В)   | 16        | 0         | 4     | 1     | 0         | 0         |
| 2001—2002              | «Металург» (Запоріжжя)   | Вища ліга              | 12        | 0         | 0     | 0     | 0         | 0         |
| 2001—2002              | «Металург-2» (Запоріжжя) | Друга ліга (група В)   | 17        | 1         | 0     | 0     | 0         | 0         |
| 2002—2003              | «Металург» (Запоріжжя)   | Вища ліга              | 11        | 0         | 0     | 0     | 0         | 0         |
| 2002—2003              | «Металург-2» (Запоріжжя) | Друга ліга (група В)   | 15        | 5         | 0     | 0     | 0         | 0         |
| Металург-2 (Запоріжжя) | Металург-2 (Запоріжжя)   | Металург-2 (Запоріжжя) | 62        | 6         | 4     | 1     | 0         | 0         |
| 2003—2004              | «Металург» (Запоріжжя)   | Вища ліга              | 17        | 3         | 4     | 1     | 0         | 0         |
| 2004—2005              | «Металург» (Запоріжжя)   | Вища ліга              | 12        | 0         | 0     | 0     | 0         | 0         |
| 2005—2006              | «Металург» (Запоріжжя)   | Вища ліга              | 3         | 0         | 1     | 0     | 0         | 0         |
| 2005—2006              | «Таврія» (Сімферополь)   | Вища ліга              | 5         | 1         | 0     | 0     | 0         | 0         |
| 2006—2007              | «Металург» (Запоріжжя)   | Вища ліга              | 26        | 2         | 0     | 0     | 4         | 1         |
| 2007—2008              | «Металург» (Запоріжжя)   | Вища ліга              | 25        | 1         | 1     | 0     | 0         | 0         |
| 2008—2009              | «Металург» (Запоріжжя)   | Прем'єр-ліга           | 26        | 6         | 1     | 0     | 0         | 0         |
| Металург (Запоріжжя)   | Металург (Запоріжжя)     | Металург (Запоріжжя)   | 132       | 12        | 7     | 1     | 4         | 1         |
| 2009—2010              | «Металург» (Донецьк)     | Прем'єр-ліга           | 21        | 2         | 2     | 0     | 5         | 2         |
| 2010—2011              | «Металург» (Донецьк)     | Прем'єр-ліга           | 16        | 2         | 1     | 0     | 0         | 0         |
| 2011—2012              | «Металург» (Донецьк)     | Прем'єр-ліга           | 2         | 0         | 0     | 0     | 0         | 0         |
| 2013—2014              | «Металург» (Запоріжжя)   | Прем'єр-ліга           | 0         | 0         | 0     | 0     | 0         | 0         |
| Металург (Донецьк)     | Металург (Донецьк)       | Металург (Донецьк)     | 39        | 4         | 3     | 0     | 5         | 2         |
| Загалом за кар'єру     | Загалом за кар'єру       | Загалом за кар'єру     | 238       | 23        | 14    | 2     | 9         | 3         |